# St. Nikolaus (Herzogenreuth)

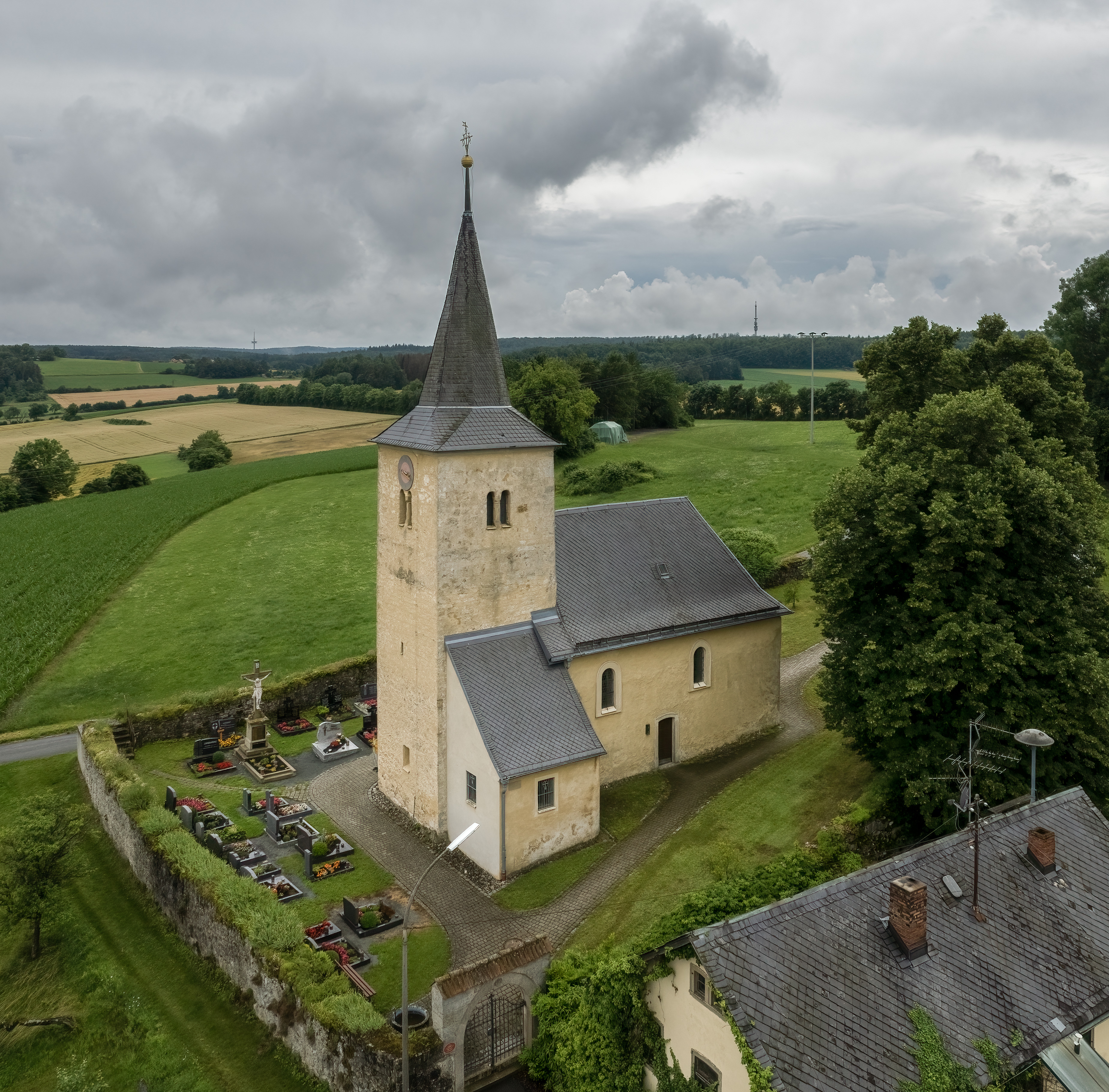
St. Nikolaus (Herzogenreuth)

Die römisch-katholische Filialkirche St. Nikolaus steht in Herzogenreuth, einem Gemeindeteil der Marktgemeinde Heiligenstadt in Oberfranken im oberfränkischen Landkreis Bamberg in Bayern. Das denkmalgeschützte Gotteshaus geht auf eine Wehrkirche aus dem 13. Jahrhundert zurück. Die Kirche gehört zum Erzbistum Bamberg.

## Beschreibung

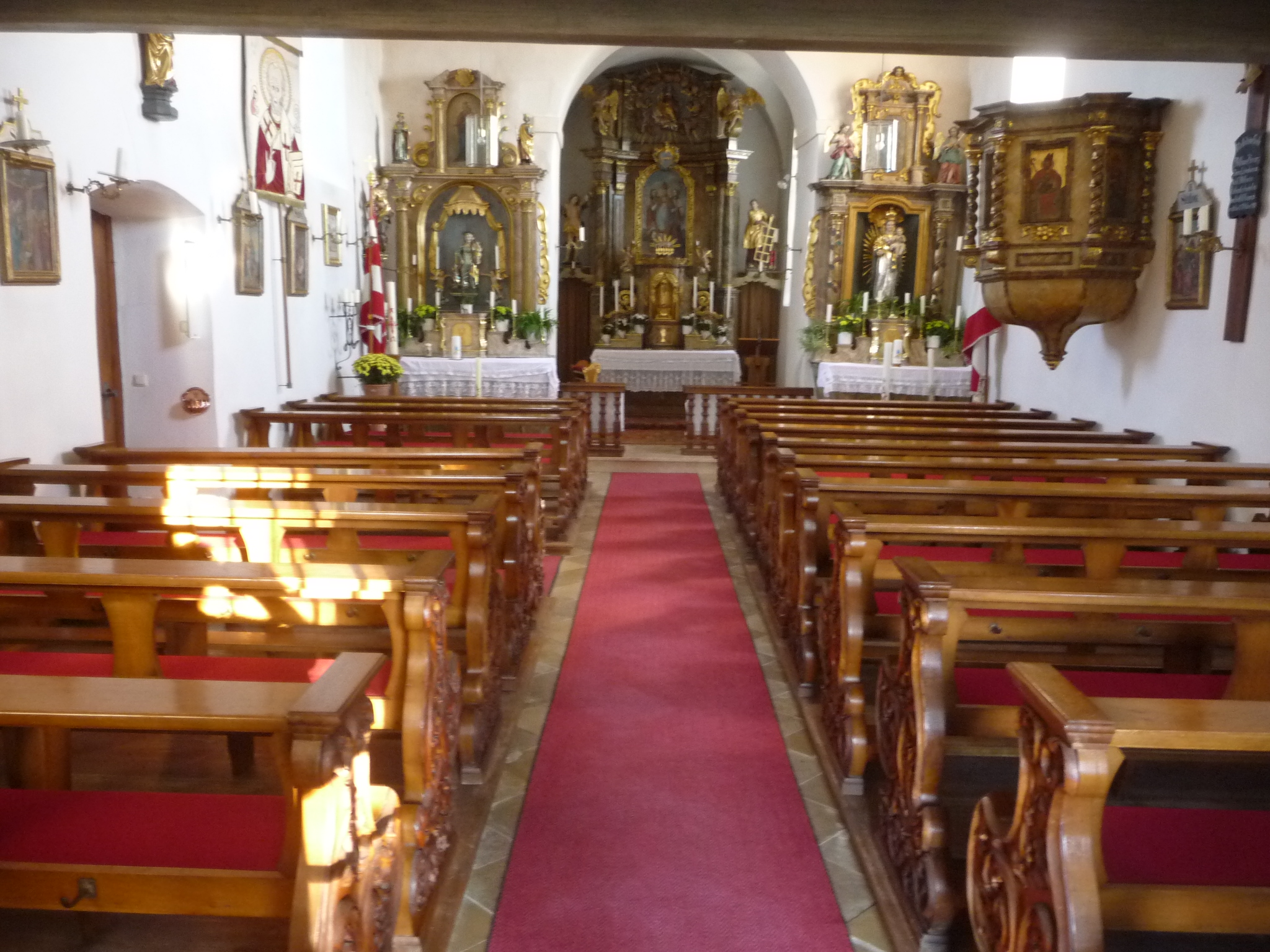
Langhaus mit Blick auf den Chor

Der mit einem achtseitigen, schiefergedeckten Knickhelm bedeckte Chorturm der Saalkirche stammt im Kern aus dem 13. Jahrhundert. Sein oberstes Geschoss beherbergt die Turmuhr und hinter den als Biforien gestalteten Klangarkaden den Glockenstuhl. An ihn wurde 1716 nach Westen das mit einem Satteldach bedeckte Langhaus und 1926 nach Norden die Sakristei unter einem Pultdach angebaut. 
Im Innenraum des kreuzgewölbten Chors, d. h. im Erdgeschoss des Chorturms, hängt ein Bild des heiligen Nikolaus, dem Schutzheiligen. Auf der Empore befindet sich seit 1999 eine Orgel mit sechs Registern und einem Manual von Thomas Eichfelder.